# Emil Devrient

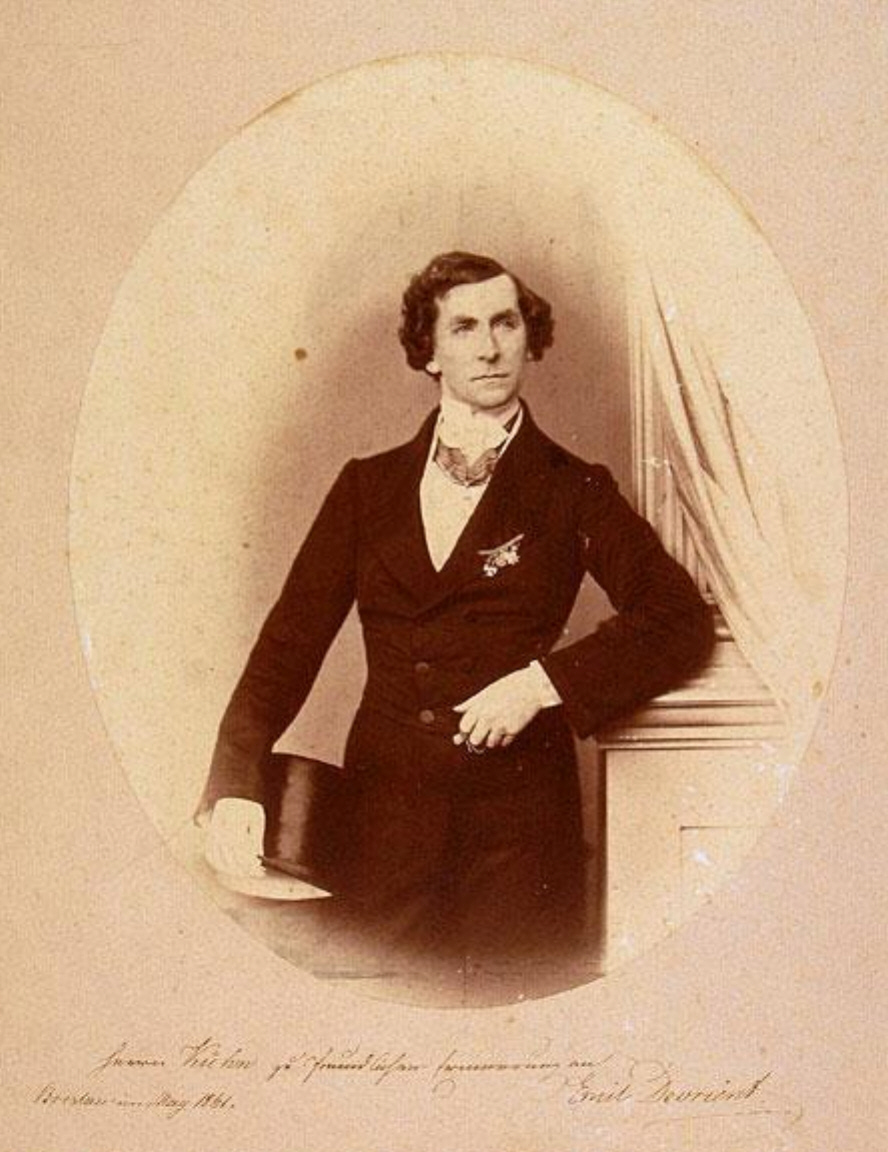
Gustav Emil Devrient

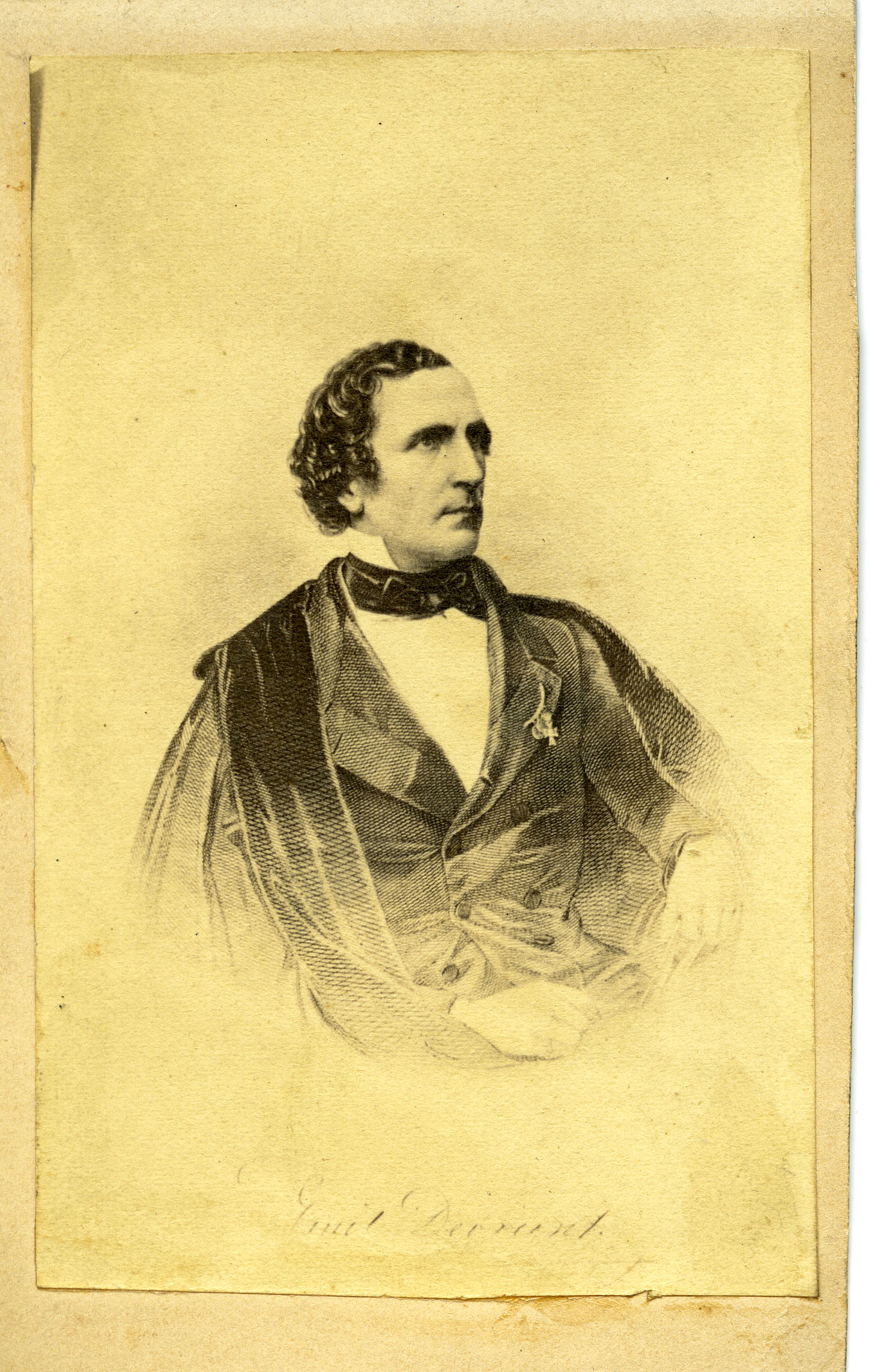
Schauspieler Gustav Emil Devrient

Gustav Emil Devrient (* 4. September 1803 in Berlin; † 7. August 1872 in Dresden) war ein deutscher Schauspieler.

## Herkunft
Die Devrient entstammte ursprünglich einer Familie von Kaufleuten mit langer Tradition, die als hugenottische Einwanderer mit dem ursprünglich flandrischen Namen „de Vrient“ oder „de Vriendt“ nach Berlin kamen, wo sich der Name zu der Schreibweise „Devrient“ entwickelte.
Devrient war ein Sohn des Kaufmanns Tobias Philipp Devrient (1772–1836) und dessen Frau Marie Charlotte (geborene Prittschow, verwitwete Fuchs). Der Theaterschauspieler Ludwig Devrient, war ein Halbbruder seines Vaters und somit sein Onkel. Da sich seine beiden älteren Brüder Eduard Devrient und Carl August Devrient, nach dem Vorbild ihres Onkels Ludwig, dem Theater zugewandt hatten, sollte er die kaufmännische Laufbahn einschlagen, um später den väterlichen Betrieb weiterführen zu können. Doch zog es auch ihn zum Schauspiel hin. Um der Versuchung zu entfliehen, bat er den Vater, ihn fortzuschicken, damit er sich ganz auf die Lehre konzentrieren könne. Dafür bot sich die Zweigstelle einer chemischen Fabrik in Zwickau an, die seinem Onkel in Leipzig gehörte. Dort verbrachte er ein Jahr im stetigen inneren Kampf zwischen Pflichterfüllung und Auflehnung gegen das ihm bestimmte Schicksal. Ein Besuch seines Bruders Carl, der aus Braunschweig zu einem Gastspiel nach Leipzig gekommen war, gab schließlich den entschiedenen Ausschlag. Er entschied sich für die Bühnenlaufbahn.

## Schauspielerische Karriere
Devrient war von seinem Bruder Carl nach Braunschweig geschickt worden, wo August Klingemann der Leiter des „Nationaltheaters“ war. Klingemann war anfangs wenig begeistert, nach dem Weggang des Bruders, nun erneut Zeit in die Ausbildung eines Sängers zu investieren. Doch als Devrient andeutete, dass er über eine gute Bassstimme verfüge und bereit sei, auch in der Oper zu singen, wurde er angenommen. Ihm wurden die Rolle des „Sprechers der Priester“ in der Zauberflöte und die Rolle des „Raoul“ in Friedrich Schillers Drama Die Jungfrau von Orleans angetragen um sein Glück zu versuchen. Er bewährte sich in beiden Rollen. Am 5. November 1821 gab er sein Debüt in einer Rolle des lothringischen Ritters „Raoul“, in der zwei Jahre zuvor schon sein Bruder debütiert hatte. Am 11. November folgte seine zweite Probe als Sprecher in der Zauberflöte. Klingemann erkannte das Potential des jungen Künstlers und stellte ihn als Volontär bis zum 1. April 1822 fest ein. Insgesamt war er in dieser Zeit an 24 Auftritten beteiligt, davon fünf Opern. Obwohl ihm Klingemann einen weiteren Vertrag anbot, verließ er Braunschweig und ging zu Anton Pichler an das Stadttheater nach Bremen. Dieser Wechsel geschah aufgrund des Lampenfiebers, das ihn seit seinem ersten Auftritt nicht loslassen wollte, sondern immer stärker geworden war. Pichler engagierte ihn nach seinem Probeauftritt sofort für das Fach der jugendlichen Liebhaber und für erste Basspartieen in der Oper. Im Jahr 1823 wechselte er nach Leipzig, wo er mit Eduard Genast, seinem zukünftigen Schwager, unter dem Intendanten Theodor von Küstner arbeitete. Als das Theater in Leipzig geschlossen wurde, kam er 1838 an das von Genast in Magdeburg eröffnete Aktientheater, von wo er 1829 einem Ruf nach Hamburg folgte. Hier vollendete er seine dramatische Bildung und fand 1831 in Dresden an der Hofbühne eine dauernde Anstellung, von der er nach 37-jähriger Tätigkeit am 1. Mai 1868 zurücktrat, um sich, nach seinen eignen Worten, „als Künstler nicht selbst überleben“ zu müssen.

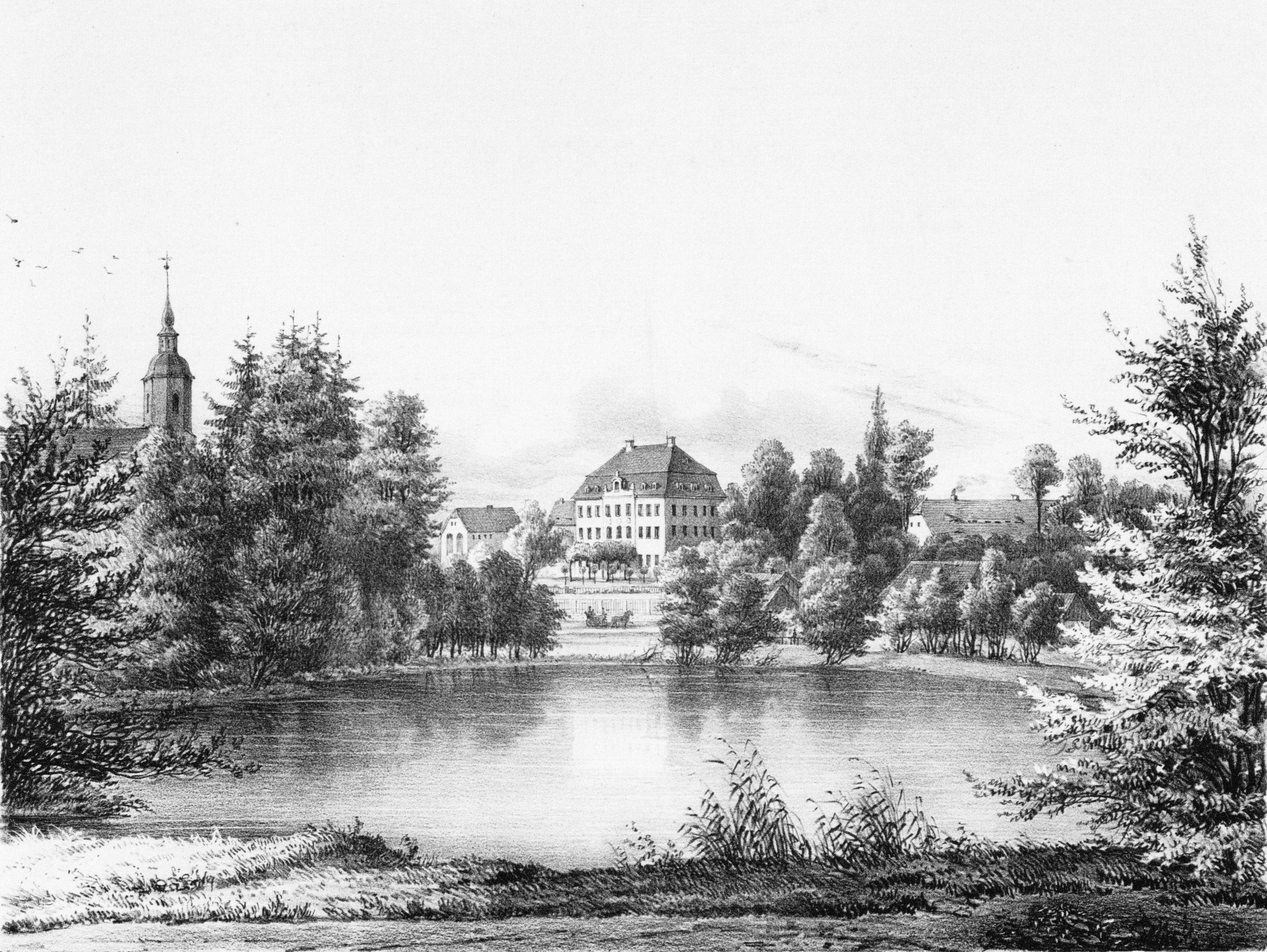
Rittergut Schmölln

Devrient war zeitweise auch Besitzer eines Ritterguts. Er hatte nach dem Tod des Apothekers Carl Eduard Päßler (5. Dezember 1799–17. Juni 1856) 1856 dessen Güter in Ober-, Nieder- und Neuschmölln in der Oberlausitz erworben, die zehn Jahre lang von seinem einzigen Sohn bewirtschaftet wurden. Nach dem Deutschen Krieg verkaufte er diese Besitzungen jedoch wieder.
Zum außerordentlichen Ehrenmitglied ernannt, erhielt er als erster Schauspieler das Ritterkreuz des sächsischen Zivilverdienstordens und wurde zum Hofrat ernannt. Außerdem war er Träger des Iffland-Rings.

## Familie
Derrient heiratete 1825 in Leipzig die Schauspielerin und Sängerin Dorothea (geborene Doris Böhler, 20. Februar 1801 oder 1804–29. Mai 1882), die als Mitglied der Theater in Dresden, Hamburg, Leipzig, Mannheim und Prag im Soubrettenfach tätig war. Sie war eine Tochter des Juristen und Schauspielers Wilhelm Böhler und dessen Frau Julia. Aus der Ehe gingen vier Kind hervor, sie wurde 1842 geschieden.
- Philipp Albert Emil Devrient[7] (1825/1835–1908), Gutsverwalter
- zwei Töchter Julie und Franziska
- Marie Devrient (* 1828), sie war zunächst in den 1840er Jahren im Bühnenfach tätig, nach ihrer Heirat mit einem Herrn Marchand kehrte sie in ein bürgerliches Leben zurück, aus dem ihr Vater einst entflohen war. Sie lebte nach ihrer Bühnenkarriere in Berlin.[8]

Der Schauspieler ruht heute auf dem Alten Annenfriedhof in der Dresdner Südvorstadt; sein Grab ist nicht erhalten.

## Ehrungen
- Devrient zu Ehren wurde 1898 die Devrientstraße in Dresden benannt.[9] Sie verläuft vom damaligen Königlichen Hoftheater (Semperoper) vorbei am Sächsischen Landtag zur Könneritzstraße.[10]
- Ihm als Ehrenmitglied wurde von den Mitgliedern des Hoftheaters anlässlich der Beendigung seiner Bühnentätigkeit im Mai 1868 eine Bronzemedaille gewidmet, die der österreichische Medailleur Heinrich Jauner (1833–1912) geschaffen hat:

Vorderseite
Rückseite